# Jeff Cascaro
Jeff Cascaro (* 1968 in Bochum) ist ein deutscher Jazz- und Soulsänger und -trompeter. Man könnte ihn der Stilrichtung des Soul-Jazz zuordnen.

## Leben und Wirken
Cascaro gewann im Alter von 18 Jahren den Bundeswettbewerb Jugend jazzt und ist seitdem als professioneller Musiker tätig. Er hat Meisterkurse bei Jay Clayton, Rachel Gould, Marjorie Barnes und Walter Norris durchlaufen. Er trat mit den meisten deutschen Rundfunk-Bigbands (u. a. NDR Bigband und RIAS Big Band) und Gruppen wie den Fantastischen Vier, den Guano Apes, H-Blockx, der New Rock Conference und Klaus Doldingers Passport auf. Weiterhin arbeitete er u. a. mit Till Brönner, Ute Lemper, Sasha, Joe Sample, Howard Johnson, Georgie Fame, Herb Geller, Bobby Shew, Horst Jankowski und Götz Alsmann zusammen.
Seit 2000 unterrichtet er als Professor Jazzgesang an der Hochschule für Musik Franz Liszt Weimar. An der Castingshow Deutschland sucht den Superstar wirkte er als Stimmcoach (u. a. für Thomas Godoj) mit. Nach Alben mit dem Trio von Martin Sasse (Let´s Fall In Love!) und der hr-Bigband (The American Songs of Kurt Weill mit Silvia Droste) erschien 2006 sein erstes Soloalbum Soul of a Singer (mit Christian von Kaphengst als Produzent und Bassist, Ulf Kleiner, Klavier, Bruno Müller, Gitarre, Peter Lübke und Roland Peil, Schlagzeug, und Michael Heupel, Flöte). 2008 folgte das Album Mother and Brother. 2017 erschien auf Herzog Records das Album Love & Blues in the City. Die Quintett-Besetzung umfasste neben Cascaro Christian von Kaphengst, Roberto Di Gioia, Hendrik Soll, Jörg Achim Keller und Flo Dauner, wobei die beiden letzten sich die Schlagzeuger-Parts teilten. Auf dem Live-Album Pure (2020) spielte er mit Christian von Kaphengst, Roberto Di Gioia und Paul Höchstädter.
Cascaro lebt in Berlin.

## Belege
1. ↑  „wie kein Zweiter den Soul Jazz in Deutschland populär gemacht“, Stadtgarten Köln, abgerufen am 25. September 2019.

| Personendaten    | Personendaten                   |
| ---------------- | ------------------------------- |
| NAME             | Cascaro, Jeff                   |
| KURZBESCHREIBUNG | deutscher Jazz- und Soulmusiker |
| GEBURTSDATUM     | 1968                            |
| GEBURTSORT       | Bochum                          |